# TARGET2
TARGET2 (siglas en inglés de Trans-European Automated Real-time Gross Settlement Express Transfer System, traducido al español como sistema automatizado transeuropeo de transferencia urgente para la liquidación bruta en tiempo real) es el sistema de liquidación bruta en tiempo real (LBTR) para la zona euro, también disponible para los países que no pertenecen a la zona euro. Es propiedad del Eurosistema, que a su vez lo desarrolló. TARGET2 se basa en una infraestructura técnica central integrada, denominada Plataforma Única Compartida (PUC). La PUC es operada por tres bancos centrales proveedores: Francia (Banco de Francia), Alemania (Banco Federal Alemán) e Italia (Banco de Italia). El proceso de reemplazo de TARGET a TARGET2 comenzó en noviembre de 2007. 
TARGET2 es también un sistema de pago LBTR interbancario para la compensación de transferencias transfronterizas en la eurozona. Los participantes en el sistema son directos o indirectos. Los participantes directos tienen una cuenta LBTR y tienen acceso a información en tiempo real y herramientas de control. Son responsables de todos los pagos enviados o recibidos en sus cuentas por ellos mismos o cualquier participante indirecto que opere a través de ellos. La participación indirecta significa que las órdenes de pago siempre se envían y reciben del sistema a través de un participante directo, y solo el participante directo pertinente tiene una relación jurídica con el Eurosistema. Finalmente, las sucursales y filiales bancarias pueden optar a participar en TARGET2 para acceder a BIC de múltiples destinatarios o receptores. 

## Historia
Desde el establecimiento de la Comunidad Económica Europea en 1958, ha habido un movimiento progresivo hacia un mercado financiero europeo más integrado. Este movimiento ha estado marcado por varios acontecimientos: en el ámbito de los pagos, los más visibles fueron el lanzamiento del euro en 1999 y el cambio de efectivo en los países de la zona euro en 2002. El establecimiento TARGET, el sistema de pagos del banco central de grandes pagos, fue menos visible, pero también de gran importancia. Formó parte integral de la introducción del euro y facilitó la rápida integración del mercado monetario de la zona del euro. 
La implementación de TARGET2 se basó en una decisión del Consejo del BCE de otoño de 2002. TARGET2 inició sus operaciones el 19 de noviembre de 2007, cuando un primer grupo de países (Austria, Chipre, Alemania, Letonia, Lituania, Luxemburgo, Malta y Eslovenia) migraron a la PCU. Esta primera migración fue exitosa y confirmó la confiabilidad de PCU. Después de esta migración inicial, TARGET2 ya liquidaba alrededor del 50% del tráfico total en términos de volumen y el 30% en términos de valor. 
El 18 de febrero de 2008, una segunda tanda de países  (Bélgica, Finlandia, Francia, Irlanda, los Países Bajos, Portugal y España) migró con éxito a TARGET2. 
El 19 de mayo de 2008, el último grupo migró a TARGET2 (Dinamarca, Estonia, Grecia, Italia, Polonia y el BCE). El proceso de migración de seis meses se desarrolló sin problemas y no causó interrupciones operativas. 
Eslovaquia se incorporó a TARGET2 el 1 de enero de 2009, Bulgaria se incorporó en febrero de 2010 y Rumanía el 4 de julio de 2011. 

## Objetivos
Los objetivos de TARGET2 son: 
- apoyar la aplicación de la política monetaria del Eurosistema y el funcionamiento del mercado monetario del euro
- minimizar el riesgo sistémico en el mercado de pagos
- aumentar la eficiencia de los pagos transfronterizos en euros, y
- mantener la integración y estabilidad del mercado monetario de la zona euro.

## Participación
El uso de TARGET2 es obligatorio para la liquidación de cualquier operación en euros que involucre al Eurosistema. El Eurosistema está formado por el Banco Central Europeo (BCE) y los bancos centrales nacionales de los 19 Estados miembros de la Unión Europea que forman parte de la zona euro. La participación en TARGET2 es obligatoria para los nuevos Estados miembros que se unen a la zona euro. 
Los servicios de TARGET2 en euros están disponibles para los estados que no pertenecen a la zona euro. Los bancos centrales nacionales de los estados que aún no han adoptado el euro también pueden participar en TARGET2 para facilitar la liquidación de transacciones en euros. Los bancos centrales de cinco estados no pertenecientes a la zona euro (Croacia, Bulgaria, Dinamarca, Polonia y Rumanía) también participan en TARGET2. 
En 2012, TARGET2 contaba con 999 participantes directos, 3.386 indirectos y 13.313 corresponsales. 

## Actividad
TARGET2 es un sistema de liquidación bruta en tiempo real (LBTR) en el que las transacciones de pago se liquidan una a una de forma continua en dinero del banco central de manera irrevocable. No hay límite superior o inferior en el valor de los pagos. TARGET2 liquida principalmente operaciones de política monetaria y operaciones de mercado monetario. TARGET2 debe utilizarse para todos los pagos que involucren al Eurosistema, así como para la liquidación de operaciones de todos los sistemas de liquidación neta de grandes pagos y los sistemas de liquidación de valores que gestionan el euro. TARGET2 opera mediante una única plataforma técnica. Las relaciones comerciales se establecen entre los usuarios de TARGET2 y su banco central nacional. En términos cuantitativos, TARGET2 es uno de los sistemas de pago más grandes del mundo.

### Plataforma única compartida
TARGET2 es un sistema LBTR armonizado que cubre la zona euro. Opera en la Plataforma Única Compartida (PUC), que reemplazó al sistema TARGET descentralizado de primera generación. Fue diseñado para brindar un servicio mejorado obteniendo economías de escala, lo que le permite cobrar tarifas más bajas y ofrecer una mayor rentabilidad. Todos los participantes del Eurosistema, y fuera de él, pueden acceder a las mismas funcionalidades e interfaces, así como a una única estructura de precios. Los estándares y servicios SWIFT (es decir FIN, InterAct, FileAct y Browse) se utilizan en la comunicación armonizada entre el sistema y sus participantes. 
Antes de la introducción de TARGET2, algunos bancos centrales tenían "cuentas desde casa" (también llamadas "sistemas de contabilidad propia desde casa") fuera de sus sistemas LBTR. Estas se utilizaron principalmente para administrar reservas mínimas, facilidades permanentes y retiros de efectivo, pero también para liquidar transacciones de sistemas auxiliares. 
Se acordó que, en el contexto del nuevo sistema, estos tipos de transacciones deberían liquidarse en última instancia en las cuentas LBTR de la PUC. Sin embargo, los arreglos internos de algunos países no permitieron que estas operaciones se trasladaran rápidamente al SSP. Como resultado, el Eurosistema acordó un período de transición máximo de cuatro años para trasladar la liquidación de estos pagos a la PCU. 
El Módulo de Información y Control (MIC) permite a los usuarios directos acceder a la información y administrar los parámetros vinculados a los saldos y pagos en línea. A través del ICMICM, los usuarios tienen acceso al módulo de pagos y a la función de gestión de datos estáticos. Los usuarios del MIC pueden elegir qué información reciben y cuándo. Los mensajes urgentes (por ejemplo, emisiones del sistema de los bancos centrales y advertencias sobre pagos con un indicador de tiempo de débito) se muestran automáticamente en la pantalla. 
TARGET2 proporciona servicios de liquidación a una amplia gama de sistemas auxiliares. Si bien cada uno de estos solía tener su propio procedimiento de liquidación, TARGET2 ahora ofrece seis procedimientos genéricos para la liquidación de sistemas auxiliares y permite que estos sistemas accedan a cualquier cuenta en el SSP a través de una interfaz estandarizada. 

### Estadísticas
En 2012, TARGET2: 
- Liquidó las posiciones de caja de 82 sistemas auxiliares,
- Procesó una media diaria de 354.185 pagos, lo que representa un valor medio diario de 2.477 millones de euros,
- El valor medio de una transacción de TARGET2 fue de 7,1 millones de euros,
- Dos tercios de todos los pagos de TARGET2 (es decir, el 68%) tenían un valor inferior a 50 000 euros cada uno; el 11% de todos los pagos tenían un valor superior a 1 millón de euros cada uno,
- El pico en volumen de facturación fue el 29 de junio de 2012 con 536.524 transacciones y el pico de volumen de facturación fue el 1 de marzo de 2012 con € 3.718 mil millones,
- La participación de TARGET2 en el tráfico total de sistemas de pago de gran valor en euros fue del 92% en términos de valor y del 58% en términos de volumen.
- la disponibilidad técnica del PCU fue del 100%, y
- El 99,94% de los pagos de TARGET2 se procesaron en menos de cinco minutos.[4]

### Gestión de la liquidez
La disponibilidad y el costo de la liquidez son dos cuestiones cruciales para el procesamiento fluido de los pagos en los sistemas LBTR. En TARGET2, la liquidez se puede gestionar de forma muy flexible y está disponible a bajo coste, ya que las reservas mínimas totalmente remuneradas –que las entidades de crédito deben mantener en su banco central– se pueden utilizar en su totalidad para fines de liquidación durante el día. Las disposiciones sobre promedios aplicadas a las reservas mínimas permiten a los bancos ser flexibles en su gestión de liquidez al final del día. Las facilidades de préstamos y depósitos a un día también permiten decisiones continuas de gestión de liquidez. El Eurosistema ofrece crédito intradía. Este crédito debe estar totalmente garantizado y no se cobran intereses. No obstante, todo el crédito del Eurosistema debe estar plenamente garantizado, es decir, garantizado por otros activos. La gama de garantías elegibles es muy amplia. Los activos elegibles para fines de política monetaria también son elegibles para crédito intradía. Según las normas del Eurosistema, el crédito solo puede ser concedido por el banco central nacional del Estado miembro donde está establecido el participante. Los administradores de tesorería de los bancos tienen un gran interés en el uso de procesos automatizados para la optimización de la gestión de pagos y liquidez. Necesitan herramientas que les permitan realizar un seguimiento de la actividad en todas las cuentas y, cuando sea posible, tomar decisiones precisas de financiación intradía y durante la noche desde una única ubicación, por ejemplo, su oficina central. Los usuarios de TARGET2 tienen, a través del Módulo de Información y Control, acceso a información completa en línea y funciones de administración de liquidez fáciles de usar que satisfacen sus necesidades comerciales. 
TARGET2 tiene una gama de características que permiten una gestión eficiente de la liquidez, incluidas las prioridades de pago, las transacciones cronometradas, las facilidades de reserva de liquidez, los límites, la agrupación de liquidez y los procedimientos de optimización. 

### Criterios de acceso
Los criterios de acceso a TARGET2 tienen como objetivo permitir amplios niveles de participación de las entidades implicadas en actividades de compensación y liquidación. La supervisión de una autoridad competente asegura la solidez de tales instituciones. Las entidades de crédito supervisadas establecidas en el Espacio Económico Europeo (EEE) son los principales participantes. Las empresas de inversión supervisadas, las organizaciones de compensación y liquidación que están sujetas a supervisión y las tesorerías públicas también pueden ser admitidas como participantes. 

### Precios
Hay dos esquemas de precios:
- Una tarifa fija mensual y una tarifa fija por transacción: 
  - Tarifa fija mensual: 100,00 €
  - Precio por transacción : 0,80 €
- Tarifa fija mensual y una tarifa de transacción variable según el número de transacciones: 
  - Tarifa fija mensual: 1.250,00 €
  - Precio de transacción variable: basado en el volumen entre 0,60 € y 0,125 €

### Días festivos
El sistema TARGET2 está cerrado los sábados y domingos y los siguientes días festivos en todos los países participantes: 1 de enero, Viernes Santo y Lunes de Pascua (según el calendario aplicable en la sede del BCE), 1 de mayo, 25 de diciembre y 26 de diciembre.